# Automeris ecuata
Automeris ecuata é uma espécie de mariposa do gênero Automeris, da família Saturniidae.
Sua ocorrência foi registrada no Equador e no Peru.